# Chroniosuchia
Chroniosuchier sind eine ausgestorbene Gruppe der Reptiliomorpha, deren Angehörige durch eine Reihe von miteinander gelenkig verbundener Hautknochenplatten (Osteoderme) entlang der Körperrückenlinie gekennzeichnet sind. Bis auf isolierte Vorkommen aus dem Oberperm von China und der Trias von Kupferzell, Baden-Württemberg, sind Chroniosuchier ausschließlich aus permischen bis triassischen kontinentalen Sedimentgesteinen des europäischen Teils Russlands durch Fossilfunde belegt.

## Skelettmerkmale
Wie bei Seymouriamorpha und Diadectomorpha jedoch im Unterschied zu den Embolomeri war bei den Wirbeln ausgewachsener Chroniosuchier der Neuralbogen mit dem Pleurocentrun verschmolzen. Ihre Form war beidseitig konkav (amphicoel), so dass sich zwischen zwei Pleurocentren jeweils ein kugelförmiges bis ellipsoidales Intercentrum einpasste (vgl. Vyushkov 1957, Golubev 2000).
Osteoderme der Rückenserie, die sich vom Hals bis zum vorderen Schwanz erstreckte, saßen mit ihren Ventralfortsätzen entweder beweglich auf den Dornfortsätzen der Wirbel auf oder waren mit diesen verschmolzen. Die Zuordnung Osteoderm/Wirbel war dabei strikt 1:1. An der komplexen Gelenkverbindung von jeweils zwei benachbarten Osteodermen waren nach vorn und nach hinten zeigende Fortsätze an der Plattenunterseite beteiligt, die einander überlappten und den Zygapophysen der Wirbel glichen. Die Osteoderme der Chroniosuchidae unterscheiden sich von denen der zweiten Teilgruppe, der Bystrowianidae, u. a. durch das Vorhandensein zusätzlicher paariger Gelenkflächen. Bei den Bystrowianiden und manchen Chroniosuchiden deckten die schmalen Osteoderme nur den Bereich der Körperachse ab, demhingegen waren bei Chroniosuchus, Chroniosaurus und Jarilinus die Osteoderme breit und bildeten segmentierte Panzer (vgl. Golubev 1998–2000, Novikov et al. 2000).
Ein ungewöhnliches Merkmal der Chroniosuchiden-Schädel ist das Vorhandensein großer vor der Augenöffnung gelegener Schädelfenster (Antorbitalforamen), später treten solche Öffnungen konvergent bei Archosauriern auf. Chroniosuchiden konnten offenbar Wange und Oberkiefer relativ zum Schädeldach bewegen und mit dieser Form der Schädelkinese das Maul seitlich erweitern (Golubev 2000).

## Lebensweise
Aufgrund ihrer Schädelmorphologie, der häufigen Nachweise aus Seesedimenten und ihrer Assoziation mit Fischfossilien werden Chroniosuchiden als krokodilartige aquatische Räuber aufgefasst (Golubev 2000) – dem widersprechen jedoch knochenhistologische Befunde (vgl. Laurin et al. 2004); Bystrowianiden hingegen kommen in den russischen Fossilfundstätten meist im Zusammenhang mit Wirbeltieren vor, deren Lebensweise nicht an das Wasser gebunden war.

## Verwandtschaftsverhältnisse

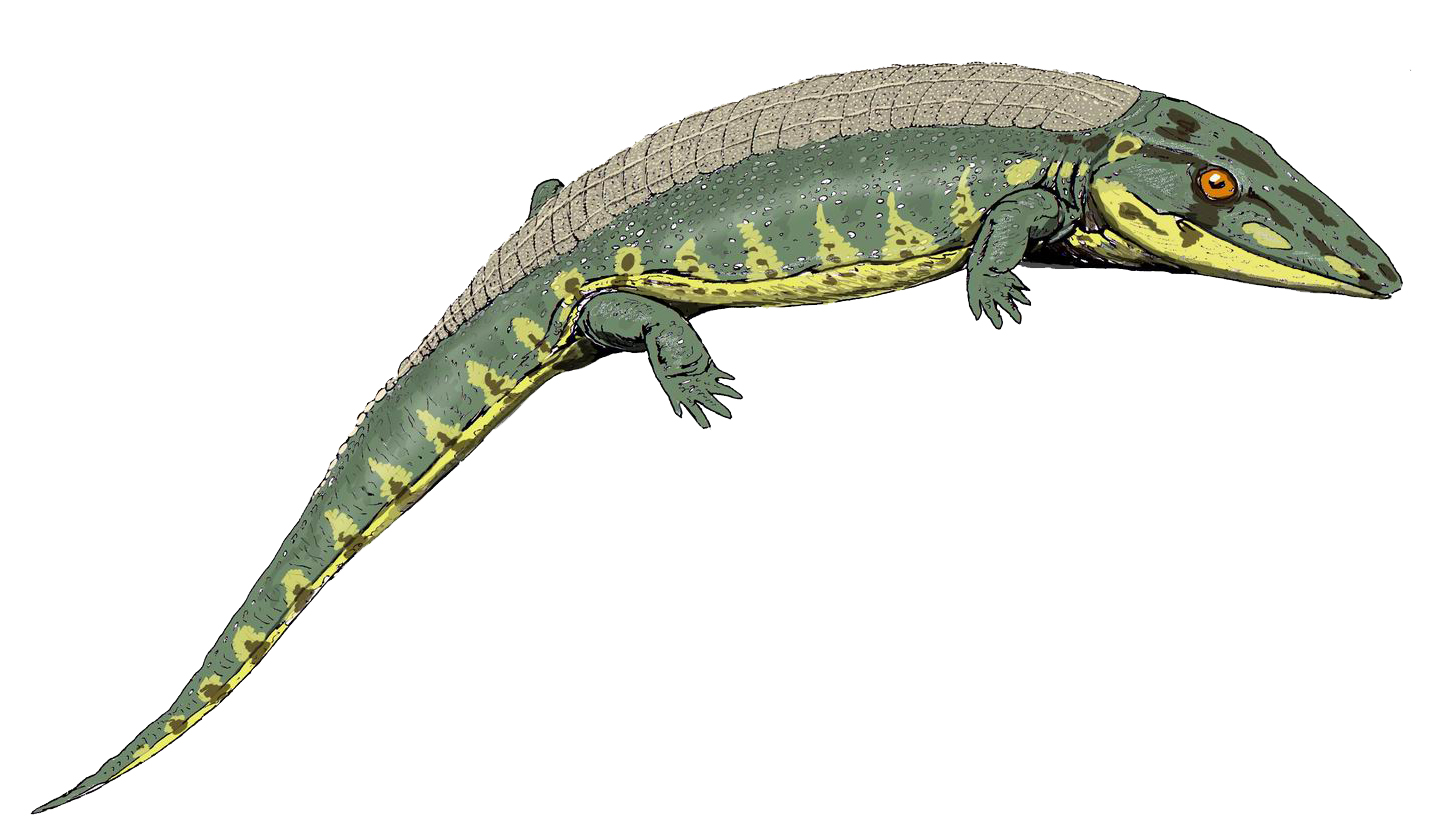
Chroniosaurus

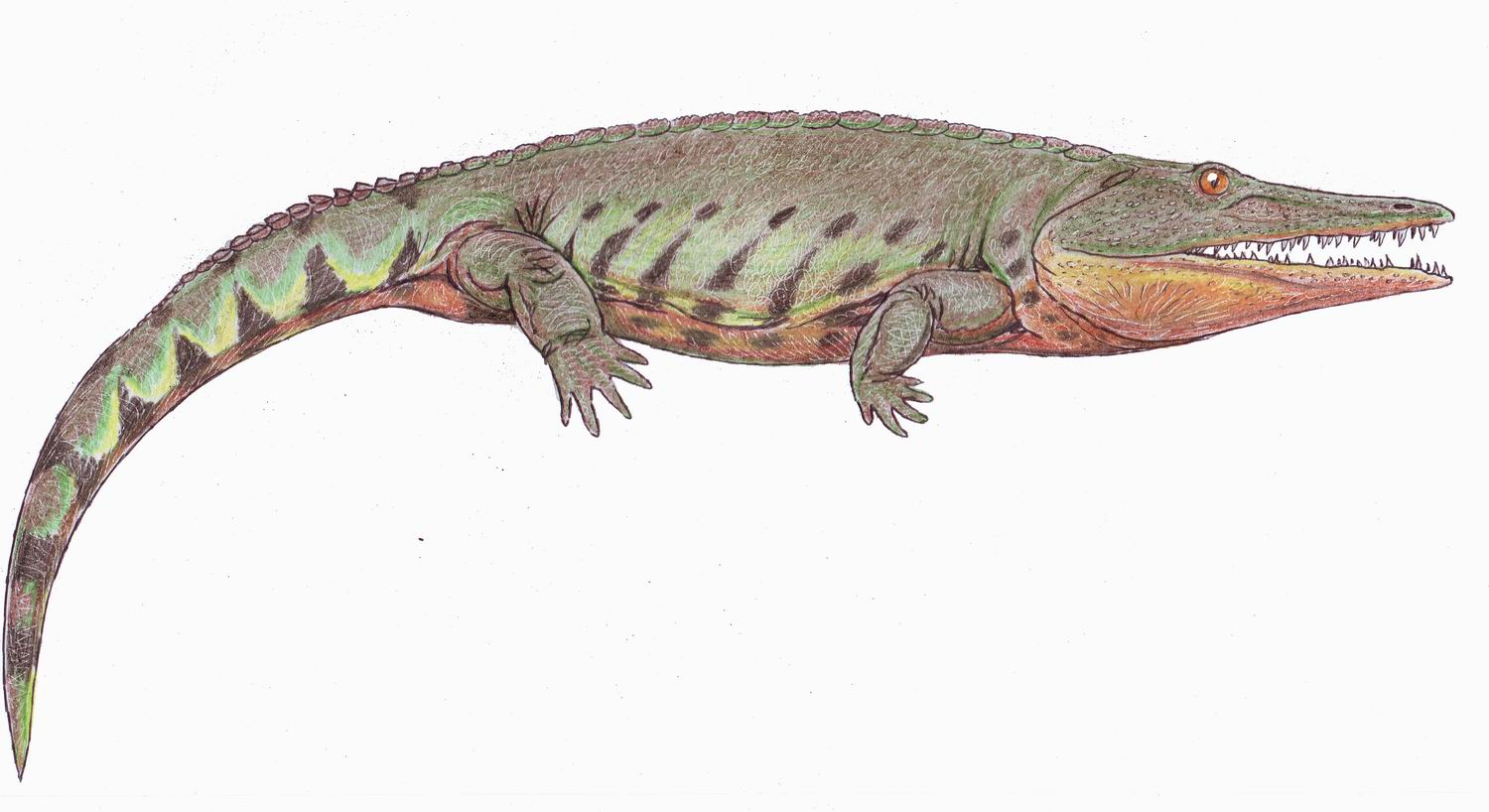
Uralerpeton

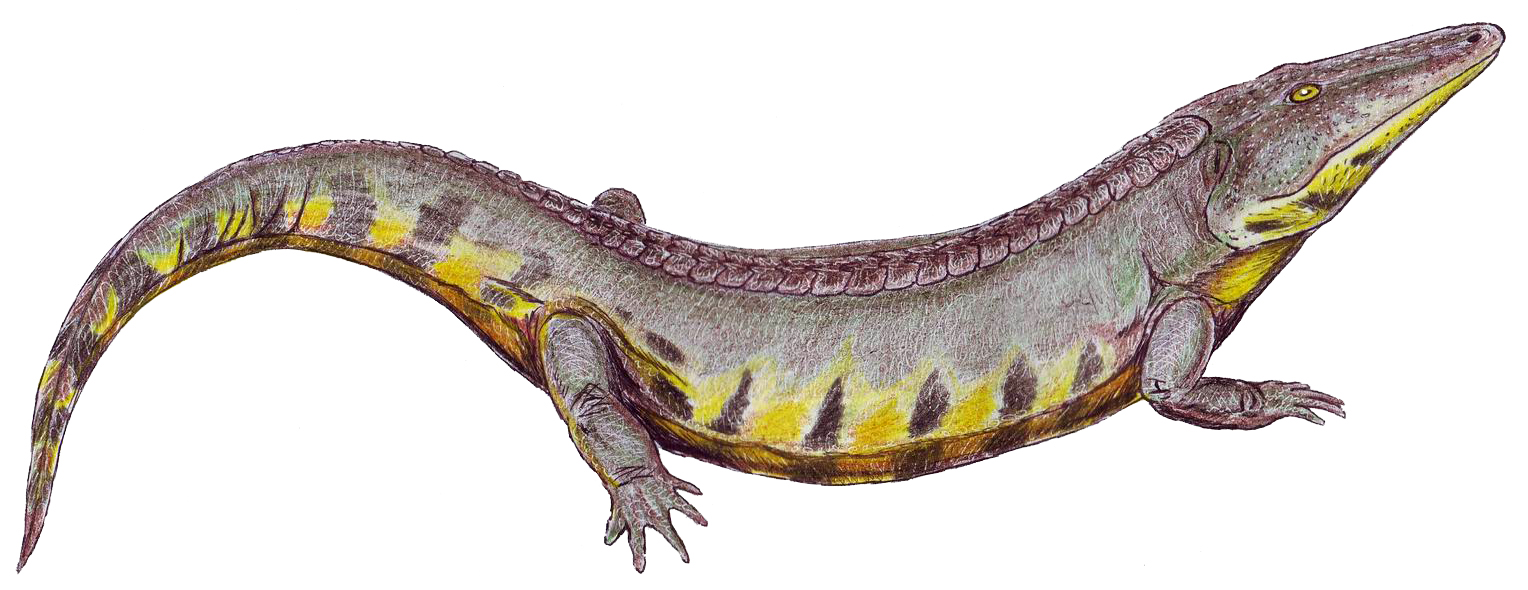
Bystrowiana

Chroniosuchier wurden erstmals von Vyushkov (1957a) als eigene Gruppe (Familie Chroniosuchidae) innerhalb der Batrachosaurier ausgewiesen, im selben Jahr stellte Vyushkov (1957b) die Familie Bystrowianidae auf, ohne sie jedoch als nächste Verwandte der Chroniosuchiden in Betracht zu ziehen. Tatarinov (1972) ordnete beide Gruppen den Seymouriamorpha zu und schuf für die Chroniosuchiden eine eigene Unterordnung (Chroniosuchi(d)a). In ihrer Revision fügten Ivakhnenko und Tverdochlebova (1980) die Bystrowianiden den Chroniosuchiern als zweite Teilgruppe hinzu und begründeten die Hypothese, dass Chroniosuchier die nächsten Verwandten der Anthracosauria seien. Die Gruppe der Chroniosuchier und Anthracosaurier erhielt die Bezeichnung Anthracosauromorpha, die in den meisten nachfolgenden Veröffentlichungen gebraucht wurde.

## Innere Systematik
- Chroniosuchidae Vyushkov, 1957

- Chroniosuchus Vyushkov, 1957
- Chroniosaurus Tverdochlebova, 1972
- Jarilinus Golubev, 1998
- Uralerpeton Golubev, 1998
- Suchonica Golubev, 1999
- Madygenerpeton Schoch, Voigt & Buchwitz, 2010

- Bystrowianidae Vyushkov, 1957

- Bystrowiana Vyushkov, 1957
- Axitectum Novikov & Shishkin, 1992
- Dromotectum Novikov & Shishkin, 1996
- Synesuchus Novikov & Shishkin, 1996
- Bystrowiella Witzmann, Schoch & Maisch, 2008